# Симфония № 14 (Моцарт)
Симфония № 14 ля мажор, KV 114 — симфония Вольфганга Амадея Моцарта, которая была завершена 30 декабря 1771 года, когда композитору было пятнадцать лет. Произведение было написано в Зальцбурге в период между второй и третьей поездкой Моцарта в Италию. 

## Описание
При создании симфонии композитор вдохновлялся стилем Иоганна Кристиана Баха. Музыковед Йенс Петер Ларсен назвал данное сочинение «одной из самых вдохновенных симфоний [Моцарта] того периода и прекрасным примером слияния венских симфонических традиций с отчётливо итальянским кантабиле».
Типичное время исполнения симфонии составляет 20 минут. Особенностью этого произведения является отсутствие основной темы, компенсируемое наличием множества эпизодов игривого характера. Автограф симфонии сегодня хранится в библиотеке Ягеллонского университета в Кракове.

## Структура
Симфония состоит из четырёх частей:
1. Allegro moderato, 2/2
2. Andante (в ре мажоре), 3/4
3. Menuetto ― Trio (в ля миноре), 3/4
4. Molto allegro, 2/4

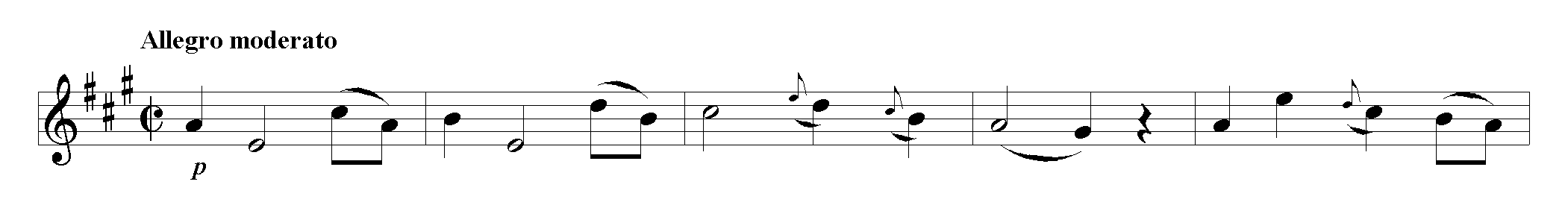
Симфония № 14 (Моцарт), начало

Произведение написано для 2 флейт, 2 гобоев (только во 2-й части), 2 валторн и струнных.